# 宏景花園

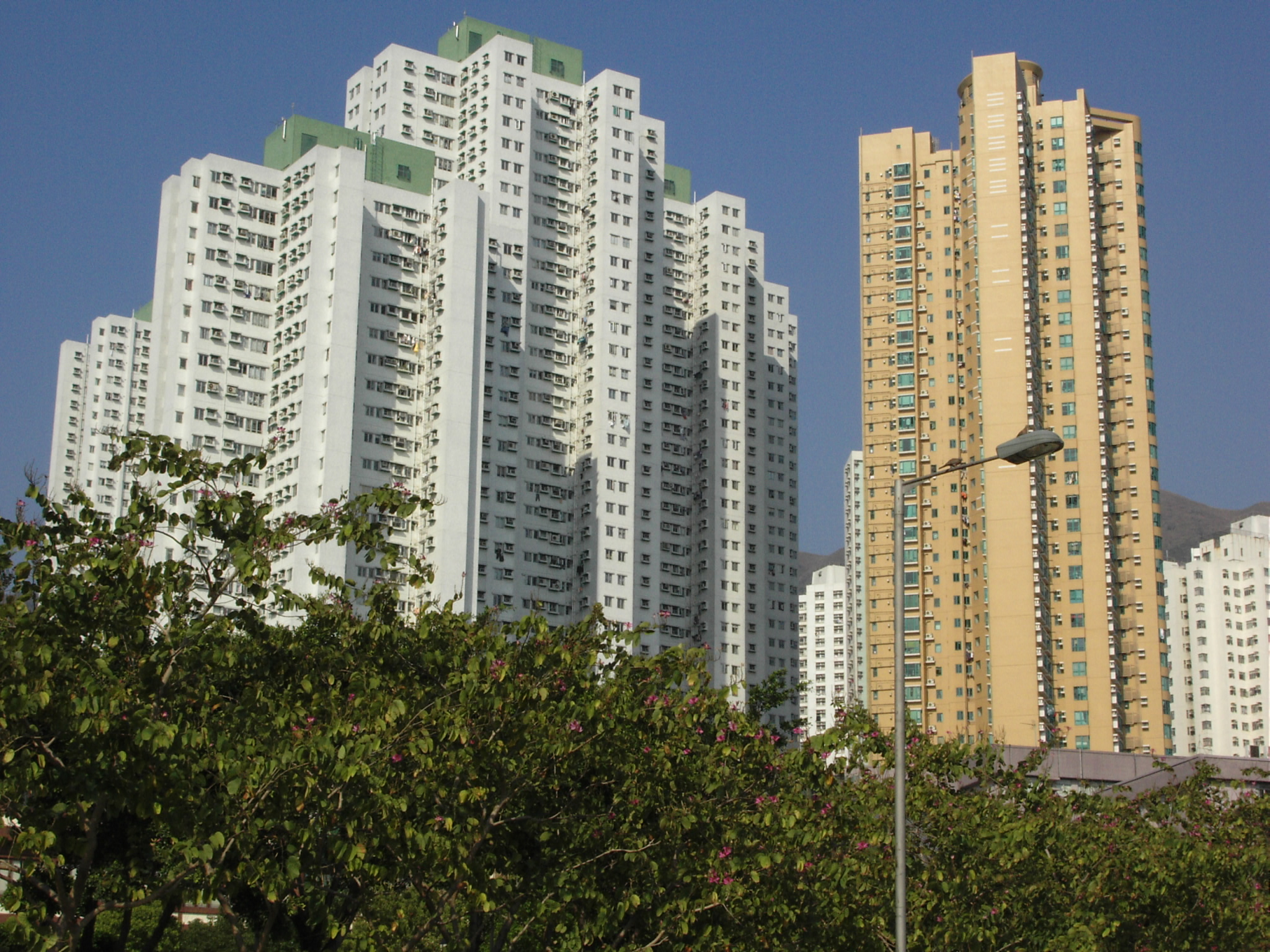
宏景花園的立面為白色；淺啡色大廈為私人屋苑帝峰豪苑

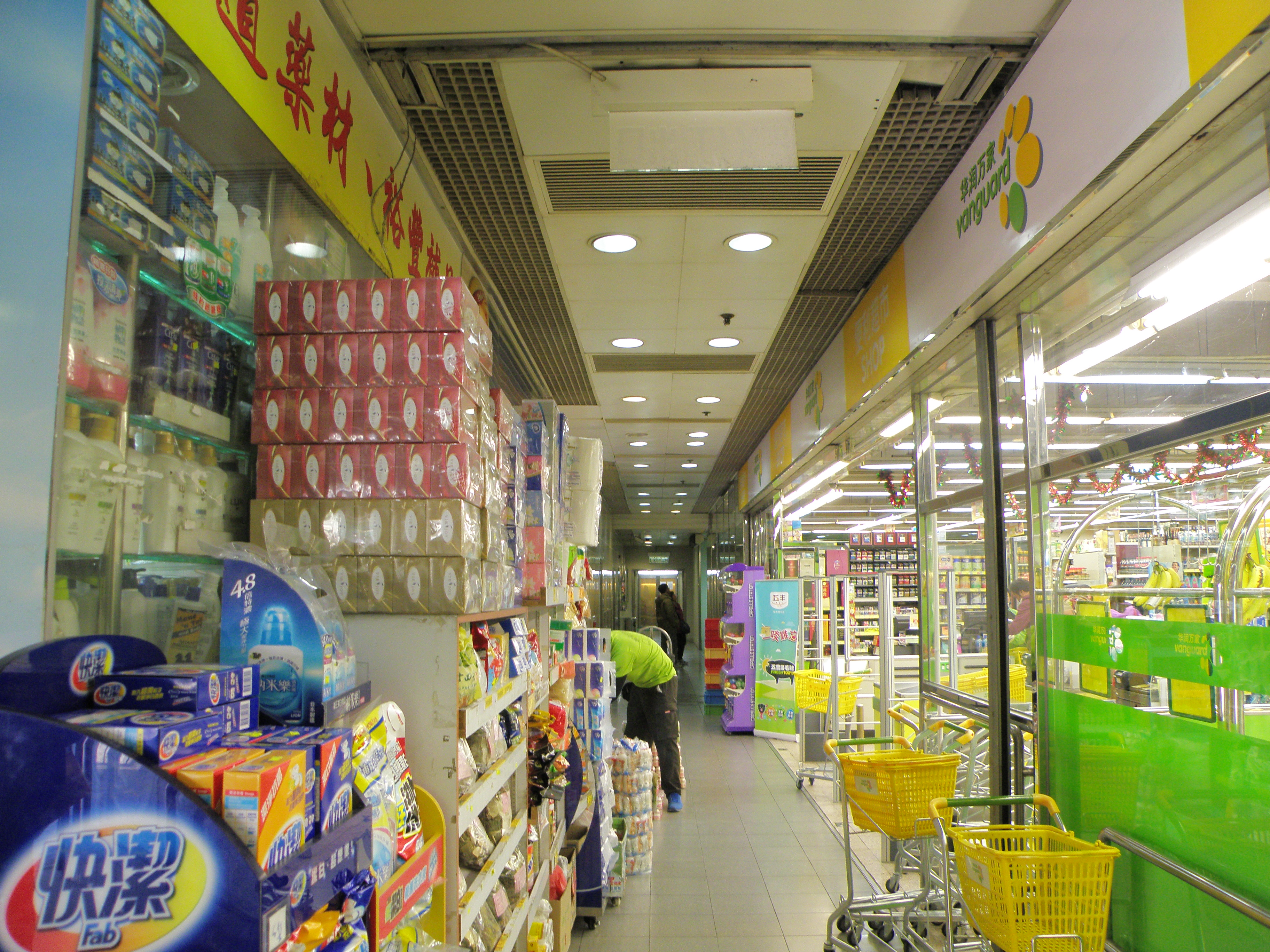
宏景花園商場

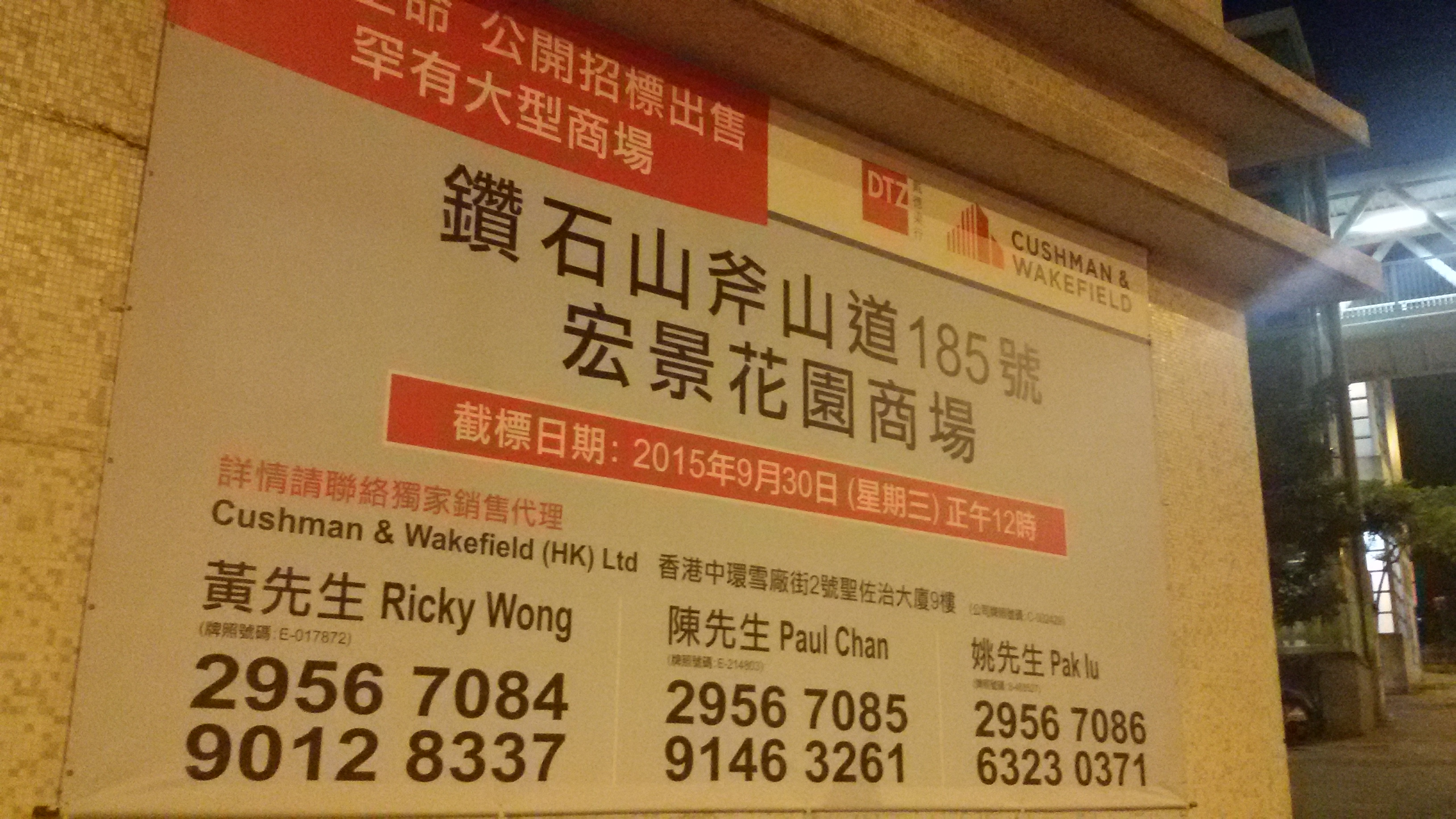
宏景花園內的商場在2015年9月作出公開招標

宏景花園（英語：Grand View Garden）是香港的一個住宅屋苑，位於九龍黃大仙區上元嶺新九龍內地段6233號，屬於私人機構參建居屋計劃屋苑。該屋苑已於第20期甲之居者有其屋計劃中出售。此物業於1999年落成及入伙，由招商局集團及俊和集團聯營的「宏景置業有限公司」（Grand View Properties Limited）發展，及由香港房屋委員會負責監管整個發展過程及推售，由簡陳建築設計所設計，總承建商為俊和建築工程有限公司，管理公司為佳定物業管理有限公司，一共由6座樓宇組成（1-5座高39層，6座高28層），提供2,230個單位。單位之建築面積介乎44至63平方米，單位之實用面積介乎38至54平方米。屋苑前身是1995-96年清拆的上元嶺木屋區的餘下部份。

## 商鋪
宏景花園商場設有兩層，面積約15,000方呎。2016年，亞洲聯合基建控股以2.95億港元出宏景花園商場及停車場。2025年2月，茂盛控股以3.6億港元向永倫集團收購宏景花園商場及車位。

## 屋苑資料

### 樓宇
| 樓宇名稱 | 樓宇類型                          | 落成年份 | 住宅層數 | 每層伙數 | 每座單位總數（伙） | 建築師         | 承建商               | 提供升降機的廠商 |
| -------- | --------------------------------- | -------- | -------- | -------- | ------------------ | -------------- | -------------------- | ---------------- |
| 第1座    | 私人機構參建居屋計劃 （十字井型） | 1999年   | 39       | 10       | 390                | 簡陳建築設計所 | 俊和建築工程有限公司 | 奧的斯           |
| 第2座    | 私人機構參建居屋計劃 （十字井型） | 1999年   | 39       | 10       | 390                | 簡陳建築設計所 | 俊和建築工程有限公司 | 奧的斯           |
| 第3座    | 私人機構參建居屋計劃 （十字井型） | 1999年   | 39       | 10       | 390                | 簡陳建築設計所 | 俊和建築工程有限公司 | 奧的斯           |
| 第4座    | 私人機構參建居屋計劃 （十字井型） | 1999年   | 39       | 10       | 390                | 簡陳建築設計所 | 俊和建築工程有限公司 | 奧的斯           |
| 第5座    | 私人機構參建居屋計劃 （十字井型） | 1999年   | 39       | 10       | 390                | 簡陳建築設計所 | 俊和建築工程有限公司 | 奧的斯           |
| 第6座    | 私人機構參建居屋計劃 （十字井型） | 1999年   | 28       | 10       | 280                | 簡陳建築設計所 | 俊和建築工程有限公司 | 奧的斯           |

### 公共設施
- 多層停車場
- 宏景花園商場

## 鄰近
- 蒲崗村道
- 斧山道
- 志蓮淨苑
- 南蓮園池
- 帝峰豪苑

## 事件
- 在2013年10月舉行的業主周年大會僅得15%住戶（300多戶）討論維修工程，結果91.8%出席者通過將價值780萬元「執修工程」判予新昌建築有限公司。這一成多的投票戶卻決定了全屋苑的命運，而有關工程已於去年展開，其間十多住戶居民擔心屋苑財政入不敷支，於是組成關注組促請法團再次開會商討工程問題，但主席王瑞雲年初辭職，業主大會亦隨之告吹。[5]
- 2015年9月，屋苑業主委託戴德梁行及 Cushman & Wakefield (HK) Ltd 對屋苑內的商場作出公開招標。